# Blueberry Bay
Blueberry Bay – zatoka (ang. bay) w kanadyjskiej prowincji Nowa Szkocja, w hrabstwie Queens, na północny wschód od miejscowości Liverpool; nazwa urzędowo zatwierdzona 7 grudnia 1937.